# Arthur Anthony Macdonell
Pour les articles homonymes, voir McDonell.
Arthur Anthony Macdonell (Inde, 11 mai 1854 – 28 décembre 1930) est un sanskritiste britannique spécialisé dans les études védiques.

## Biographie
Arthur Anthony Macdonell fait ses études supérieures dans différentes universités. Il fréquente d'abord l'Université de Göttingen puis, celles de Leipzig, de Tübingen et enfin l'Université d'Oxford. En 1884, Il obtient son doctorat à l'Université de Leipzig.
Sa carrière d'enseignant se déroule au sein de l'Université d'Oxford. De 1880 à 1899, il est Taylorian Teacher of German. Presque dans le même temps, entre 1888 et 1899, il est professeur adjoint de sanskrit. En 1899, il devient titulaire de la chaire Boden de sanskrit et est nommé conservateur de l'Institut indien.
Il fait publier de nombreux ouvrages, notamment plusieurs livres relatifs à la grammaire du Sanskrit et un dictionnaire.

## Œuvres
- A Sanskrit grammar for students. Oxford University Press, 1986.  (ISBN 9780198154662)
- A Vedic grammar for students. Motilal Banarsidass Publ., 1993.  (ISBN 9788120810525)
- Sanskrit-English dictionary: being a practical handbook with translation, accentuation, and etymological analysis throughout. Asian Educational Services, 2004.  (ISBN 9788120617797)
- The Bṛhad-devatā, Partie 1. Motilal Banarsidass Publ., 1994.  (ISBN 9788120811430)
- Vedic mythology. Motilal Banarsidass Publ., 1995.  (ISBN 9788120811133)